# FV4101 チャリオティア
FV4101 チャリオティア（Fighting Vehicle 4101 Charioteer）はイギリスが開発した戦車駆逐車である。公式にはFV4101 クロムウェル重対戦車砲（Fighting Vehicle 4101 Cromwell Heavy Anti-tank gun）とも呼称される。
Charioteerとは、「チャリオット（Chariot）の御者」の意。

## 概要
1950年代初期、イギリス陸軍は王立装甲軍団の部隊に追加火力を付与するべく、既存の戦車の車体にオードナンス QF 20ポンド砲を装備した新設計の軽量砲塔を搭載する計画を構想した。
この準新型車両は、西ドイツに配備されている戦車部隊にソ連戦車に対抗できる充分な砲火力を加えるために配備される計画であった。当時のイギリス軍主力戦車であるコメット巡航戦車は対するソ連戦車に対して特段の優位性はない上、コメットの後継たるセンチュリオン中戦車の本格生産型の配備は遅れており、有事に際して本国から増援として送ることのできる戦車は、数だけは充分だがもはや旧式で性能の不十分なクロムウェル巡航戦車しかなかったためである。
改装する車両としてはクロムウェルもしくはその発展型であるチャレンジャー巡航戦車、およびその派生車両であるA30 17ポンド自走砲（アヴェンジャー）が想定されたが、チャレンジャーおよびA30 17ポンド自走砲は1950年代初頭には僅かな数が残っているだけであり、残存両数に余裕のあるクロムウェルが選定された。
この決定に基づき、車体機関銃を撤去したクロムウェルの車体に20ポンド砲を装備した新型砲塔を搭載した暫定的新型車両が開発され、1952年に完成しFV4101の型式番号を与えられた。当初はクロムウェル重対戦車砲（Cromwell Heavy Anti-tank Gun）の呼称が与えられたこの車両は、後にチャリオティア駆逐戦車（Charioteer tank destroyer）もしくは中型戦車チャリオティア（Tank Medium, Charioteer）と称された。
総数442両がチェシャーに所在するロビンソン・アンド・カーショウ社によってクロムウェルより改装され、そのうち189両が国外に売却された。

## 構成
チャリオティアは砲塔を新型のものに変更している他はクロムウェル巡航戦車と同様であるが、車体機銃は撤去されて円形、もしくは八角形の装甲板によって塞がれている。車体機銃手席は折りたたみ式の椅子を備えた予備の乗員席として残され、普段は各種の備品の収容場所として雑具箱代わりに用いられた。車体上部右後方には長距離走行時に長大な砲身を固定するための砲身固定具を装備している。
エンジンはクロムウェルと同じくロールス・ロイス ミーティアV型12気筒ガソリンエンジン（出力 600馬力）を装備し、変速装置、車輪およびサスペンションも同様のものであった。総重量はクロムウェルに比べ2トンほど増加しているが、最高時速を始めとした機動性はほぼ同じ性能値を示し、整備性の良好さも継承されていた。

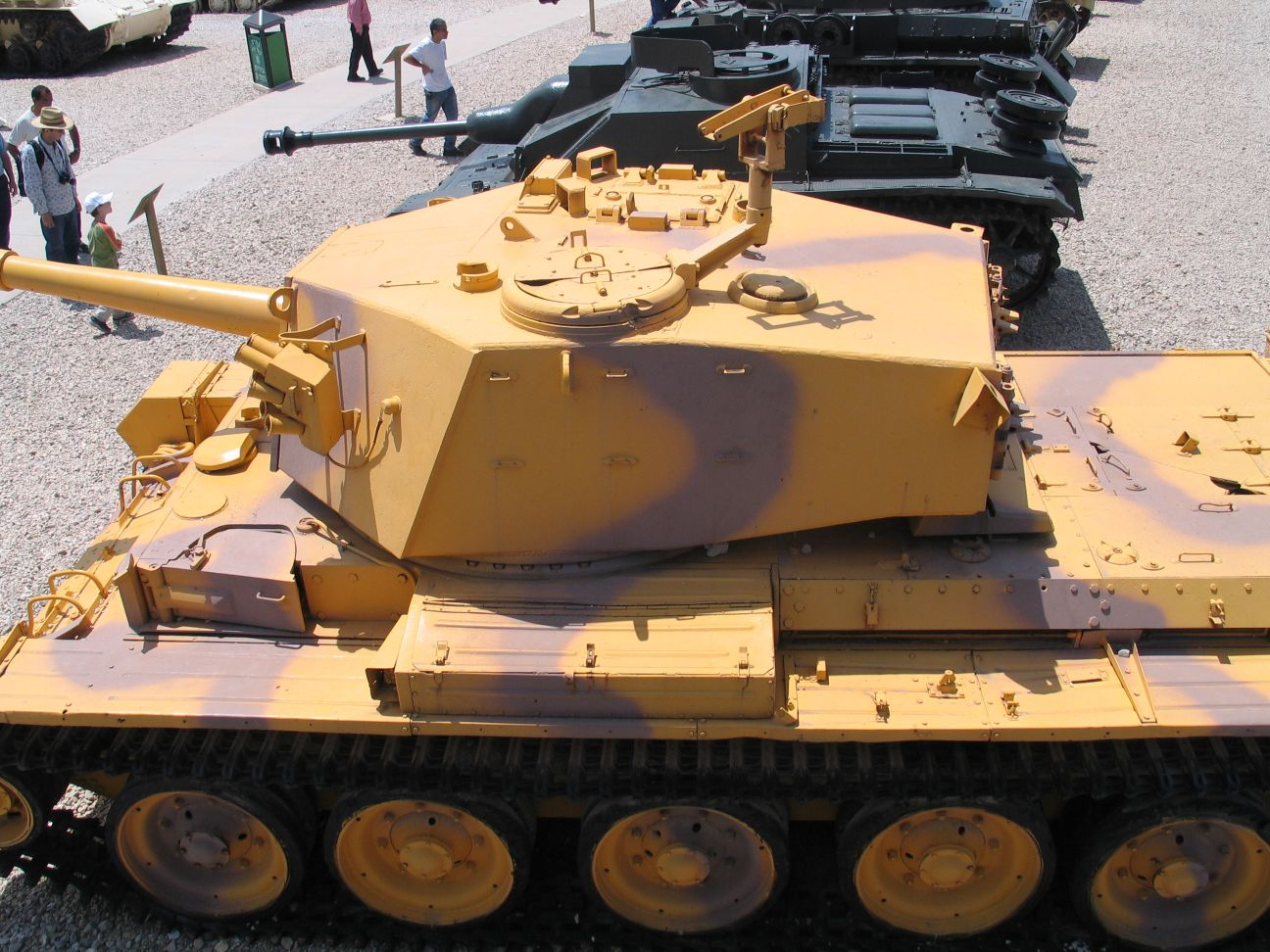
チャリオティア　砲塔上面
この車両は装填手ハッチがM4中戦車の中期型以降が装備したものに変更されており、ブローニングM2重機関銃用の銃架を装備している
イスラエルのラトルン戦車博物館の展示車両

砲塔は六角形の大型のもので、前半部側面を鋭角的に絞った形状とし、避弾経始の向上を図っている。砲塔部の装甲は前面38 mm／側面25.4 mmであった。主砲にはオードナンス QF 20ポンド 64口径83.4 mm戦車砲を装備し、副武装として主砲左脇にBESA 7.92 mm機関銃を装備した。主砲防盾はチャレンジャー巡航戦車等と同じく内装式となっている。防盾基部は通常は幌で覆われていた。携行弾数は主砲弾が25発、機関銃弾が3,375発であった。この他、砲塔側面前部左右には6連装、もしくは3連装の発煙弾発射器を装備した。砲塔後面中央には空薬莢排出用のハッチを備え、ハッチの左右には予備履帯が装着される。
砲塔内には通常は車長兼砲手および装填手兼無線手の2名が搭乗したが、後述の問題のため車長に加えて専任の砲手を搭乗させていることが多かった。専任の砲手が追加搭乗した場合には、砲手は戦闘時以外は旧車体機銃手席であった予備乗員席に座乗した。

## 運用・配備
チャリオティアの開発は順調に完了し、クロムウェルからの改装による製造も特に問題はなく行われたが、実用試験が始められると様々な問題が指摘された。
20ポンド砲に合わせて設計された砲塔は非常に大型のものになり、重量の増加を抑えた結果装甲厚は第二次世界大戦後の装甲戦闘車両としては非常に薄いものとなった。また、車長用展望塔を持たず、外部視察装置の数が少ない上に配置が不十分で、更に主砲発砲時の発射煙と砲口衝撃波によって巻き上げられる土埃が酷く、砲手席において照準器を覗いている限り周辺視界が取れない（従って戦闘指揮や部隊指揮が不可能）、という問題が発生したため、車長は砲手としてだけでなく指揮官としても行動するには、砲撃戦時に車外に出て直接視界を得て指示する必要があった。これらの他にも、装填手は戦闘時には大型で重い20ポンド砲弾を人力で装填しなければいけないことに加えて無線機の操作と主砲同軸機銃の装弾／不具合発生時の対応をしなければならないために過重労働を要求されること、砲塔が大型であるにもかかわらず砲塔内の配置に余裕がない、主砲弾の搭載弾数が25発しかない、という問題があった。
総じて、機動性と攻撃力に優れるが、防御力と戦闘継続能力に劣っている車両であり、戦時急造ならばともかく、ある程度の余裕がある状況下で戦力として配備するには予備車両の再利用としても費用対効果が低い、と結論されている。密閉式の回転砲塔に主砲同軸機関銃を持つため、イギリス軍の装甲車両区分では「戦車」に分類される条件を備えており、実際に“中型戦車”の呼称で公式に記述されたこともあるが、車体はともかく砲塔部の装甲は前面38 mmでしかなく、敵戦車と正面から戦闘を行うには無理があった。
結果、最前線に配置するには充分な性能を満たしていない、とされ、センチュリオンの生産と配備が軌道に乗ったこともあって、当初の予定とは異なり1953年よりイギリスの予備役部隊であるイギリス国防義勇軍部隊だけに配備されて使用された。国防義勇軍での使用期間も短く、1956年より配備部隊からの引き揚げが行われ、順次外国に売却されてオーストリア、フィンランド、ヨルダンとレバノンにて装備、運用された。
1960年にはイギリスにて保管されていた1両が主砲をL7 105 mm戦車砲に換装してのテストに用いられている。105 mm砲の発生させる反動に対して車両が軽量過ぎて危険である、とされた当初の予想と異なり、結果は良好であったという。
また、レバノンに供与されたうち砲塔の旋回装置を修理・交換した際に主砲をL7 105mm砲に換装した車両が数両製作されており、1972年には他の車両も主砲を換装する改修計画が構想されたが、車両自体の老朽化が激しく、改修を行ったとしても延命は困難である、との結論に達して改修計画は放棄され、その後もオリジナルの状態のまま装備された。

## 各型
チャリオティアには基体となったクロムウェル巡航戦車の型式によりMk.6/7/7w/8の4種があり、さらに20ポンド砲の排煙器の有無からModelA/Bの2種類の副型式がある。また、クロムウェルにはMk.で分類される型式の他に細かな仕様の差を示す「タイプ」があり、チャリオティアに改装された車体ではD、Dw、E、Ew、Fの5タイプが存在している。
なお、イギリスの兵器に付与されるMK.番号は1948年よりローマ数字よりアラビア数字に変更されているため、公式にはチャリオティアのサブタイプにはローマ数字は使用されていない。

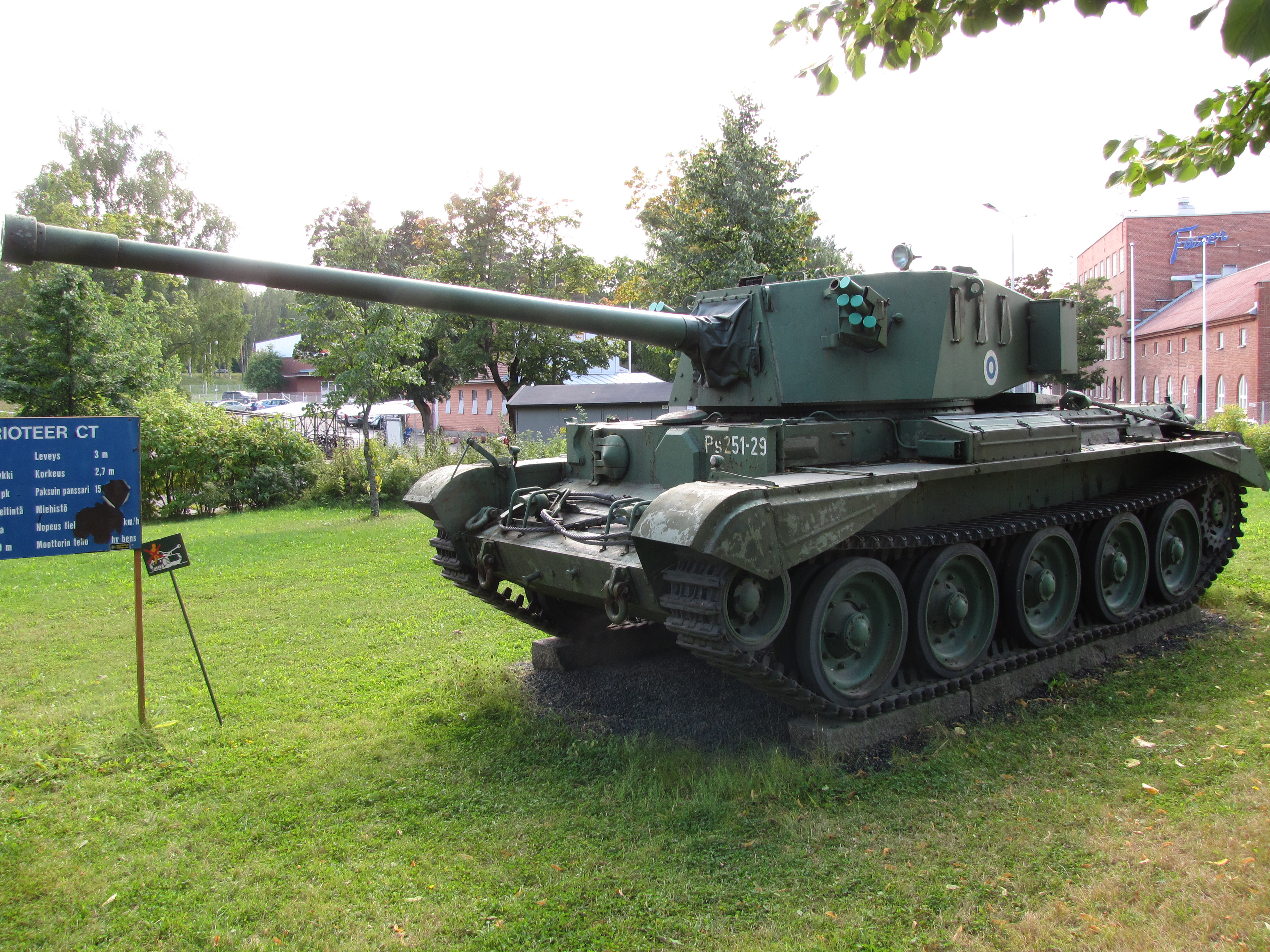
フィンランドのラッペーンランタ市に展示されているチャリオティアMk.7 ModelA

Charioteer Mk.6
クロムウェルMk.VIより改装された車両。クロムウェルMk.VIは戦後に全てMk.VIIIに改修されているため、実質的にはMk.8と同様である。44両生産。
Charioteer Mk.7
クロムウェルMk.VIIより改装された車両。生産数は最も多く、チャリオティアの大多数はこの型である。261両生産。
Charioteer Mk.7w
クロムウェルMk.VIIwより改装された車両。wは“welded”の略号で、溶接構造車体を意味する。前面装甲板に増加装甲を追加し前面装甲厚101 mmとなっている。41両生産。
Charioteer Mk.8
クロムウェルMk.VIIIより改装された車両。96両生産。
Model A
主砲排煙器のない型。
Model B
主砲排煙器を装備する型。

## 使用国

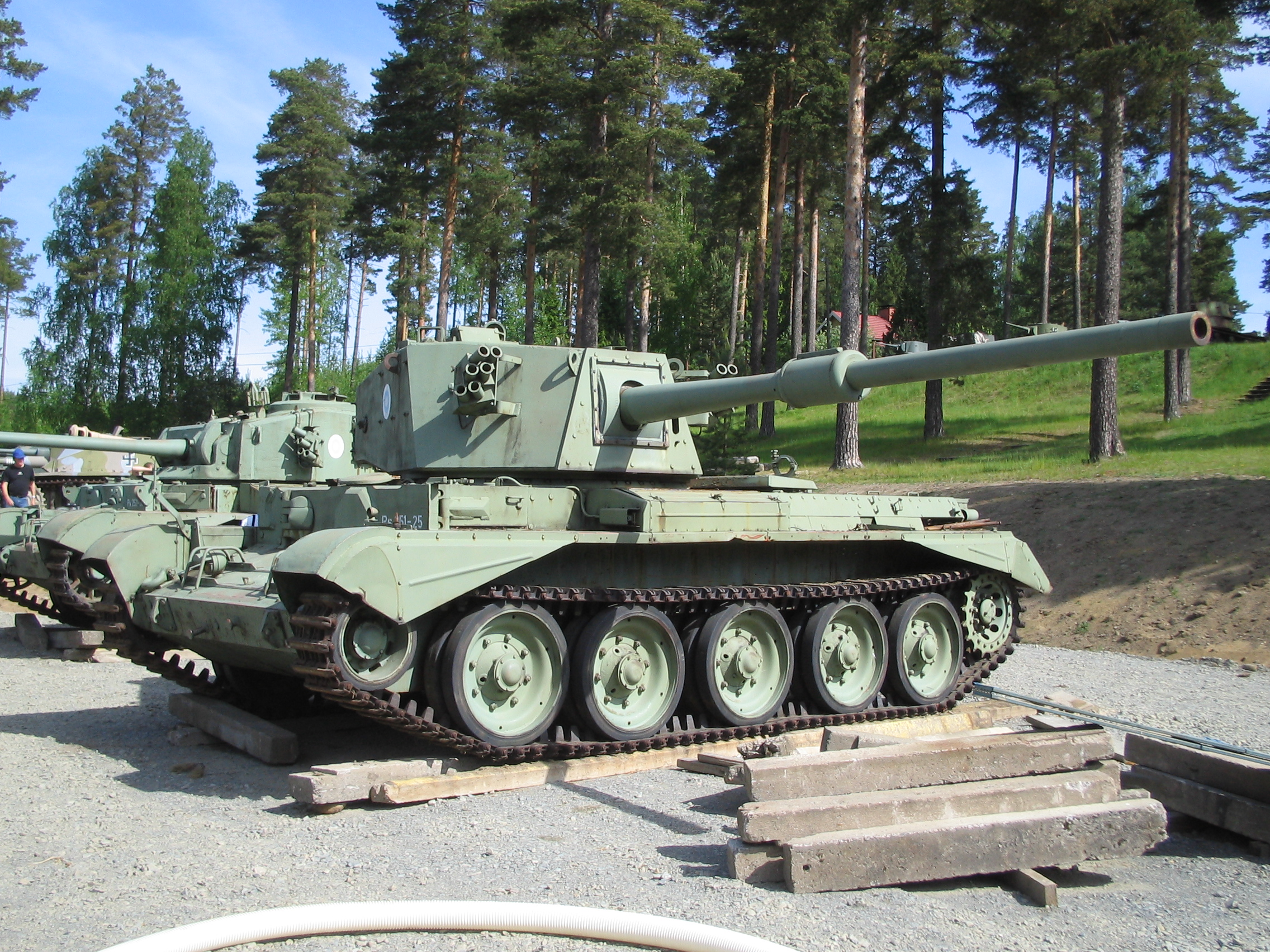
フィンランド軍のチャリオティアMk.7 Model B
パロラ戦車博物館の展示車両

- イギリス
国防義勇軍部隊に1958年まで配備された。（上記「運用」の項目を参照）
- オーストリア
1956年に56両を購入。
- フィンランド
1960年に38両のチャリオティア Mk.7を導入。
同時に導入されたコメット巡航戦車と共にT-54/T-55が導入されるまでフィンランド陸軍機甲部隊の中核を担っていた。1979年まで現役で使用され、退役した後も2007年にオークションにかけられて民間に放出されるまで保管されていた。
- ヨルダン
1954年、第3戦車連隊に2個大隊、24両を配備した。その後、大部分のチャリオティア駆逐戦車はレバノンに売却された。
- レバノン
イギリスよりレバノン軍に43両が供与された。レバノン内戦時にその多くがレバノンアラブ軍、タイガースミリシアなどの民兵組織に流出あるいは鹵獲された。1978年のイスラエル国防軍のレバノン侵攻（リタニ作戦）の際には、イスラエル国防軍や南レバノン軍、レバノン軍団らの勢力に対し、少数車両がPLOによって使用された。

## 現存車両
少数の車両が現在でも世界各所の軍事博物館に展示されている。
イギリスのボービントン戦車博物館、フィンランドのパロラ戦車博物館等、本車を装備していた国の軍事博物館で展示されている他、イスラエルのラトルン戦車博物館にはPLOより鹵獲された車両が展示されている。

## 登場作品
『War Thunder』
イギリス陸軍の駆逐戦車としてMk.7が登場。
『World of Tanks』
イギリス駆逐戦車Charioteerとして開発可能。

## その他
かつてプラモデルメーカーのフジミ模型と日本模型（ニチモ）より1/44と1/35のプラスチックモデルが発売されていた（現在はどちらも絶版となっている）。
このうち、フジミ模型の1/44モデルは「イギリス戦車　コマンダー（BRITISH TANK Commander）」の商品名で発売されていた。